# Karol Domagalski
Karol Andrzej Domagalski (Skała, 8 de setembro de 1989) é um ciclista polonês, que tornou-se profissional em 2012. Atualmente, compete para a equipe britânica Team Raleigh-GAC.